# Tortoise
Tortoise – założony w 1990 w Chicago zespół muzyczny, grający muzykę instrumentalną, uważany za czołową formację post-rocka i rocka eksperymentalnego.

## Historia
Zespół powstał z inicjatywy basisty Douga McCombsa i perkusisty Johna Herndona, następnie dołączyli John McEntire, Jeff Parker i Dan Bitney. Z grupą współpracowali też basista Bundy K. Brown (odszedł w 1995) i gitarzysta David Pajo (wcześniej w Slint; odszedł w 1998). Członkowie Tortoise grali wcześniej w kilku zespołach – Eleventh Dream Day, The Poster Children, Bastro, Tar Babies. Debiutancki singel Tortoise (Mosquito) ukazał się w 1993. Na wydanym rok później debiutanckim albumie Tortoise grupa zaprezentowała w pełni ukształtowany, charakterystyczny styl, oparty na powolnym tempie, mocnym uwypukleniu sekcji rytmicznej i brzmieniach inspirowanych jazzem i elektroniką, nazwany później przez krytyków muzycznych post-rockiem. Wydany w 1996 album Millions Now Living Will Never Die okazał się przełomowy dla tego nurtu. Znalazła się na nim m.in. ponaddwudziestominutowa kompozycja Djed. Album z 1998, TNT uważany jest za najbardziej jazzowy w historii grupy. Z kolei krótka, niespełna czterdziestominutowa płyta Standards, zawierała dziesięć inspirowanych wieloma gatunkami muzycznymi i nietypowo zinstrumentalizowanych krótkich utworów, nowoczesnych, różnorodnych, wielokrotnie obrobionych w studiu. Krytycy uznali ją za jeden z albumów otwierających XXI wiek w muzyce popularnej. Na ostatniej samodzielnie zrealizowanej płycie (It's All Around You) nacisk położono przede wszystkim na obróbkę studyjną, przez co brzmienie Tortoise zbliżyło się do King Crimson.

## Skład
- John McEntire
- Doug McCombs
- John Herndon
- Dan Bitney
- Jeff Parker

## Dyskografia
- Tortoise (1994)
- Millions Now Living Will Never Die (1996)
- TNT (1998)
- Standards (2001)
- It's All Around You (2004)
- Beacons of Ancestorship (2009)
- The Catastrophist (2016)

### Inne wydawnictwa
- Rhythms, Resolutions & Clusters (1995) – remix album
- In the Fishtank (1999) – EP, wspólnie z The Ex
- The Brave and the Bold (2006) – album z coverami, współpraca z Bonnie 'Prince' Billy
- A Lazarus Taxon (2006) – kompilacyjny box-set z materiałami niepublikowanymi, 3 CD i 1 DVD
- Yanni Live at the Acropolis (2010) – część muzycznego projektu online Becka o nazwie Record Club